# Resolució 698 del Consell de Seguretat de les Nacions Unides
La Resolució 698 del Consell de Seguretat de les Nacions Unides, fou adoptada per unanimitat el 14 de juny de 1991 després de recordar la Resolució 682 (1990) relativa a les qüestions financeres i a totes les resolucions de Xipre fins a la més recent Resolució 697 (1991), el Consell expressa la seva preocupació pel que fa a la situació financera a què s'enfronta la Força de les Nacions Unides pel Manteniment de la Pau a Xipre (UNFICYP), establerta a la Resolució 186 (1964).
El Consell va concloure, a partir d'un informe, que es necessita un mètode de finançament de la Força que la posi en una "base financera" sòlida i segura, amb l'objectiu de reduir i definir clarament els costos de la UNFICYP. També va demanar al Secretari General celebrar consultes amb el Consell i els Estats membres que contribueixen a la Força i altres, i que informessin abans del 15 de desembre de 1991, en el moment de l'extensió del proper mandat, de les mesures financeres que s'han de prendre.
L'informe, d'acord amb aquesta resolució, va identificar mesures d'estalvi, incloent-hi una reducció del nombre de tropes, una reducció del personal amb un augment estacional, la transformació de la Força en una missió d'observació, l'abolició del treball humanitari i econòmic o l'ús de tropes menys costoses.